# Rallina
Rallina ist eine Rallengattung, die in acht Arten in Asien und Australasien vorkommt. Ihr Lebensraum sind Wälder oder Bruchwälder.

## Merkmale
Der Kopf, der Hals und die Brust sind kastanienfarben. Die Oberseite ist kastanienfarben, bräunlich oder schwarz. Die Musterung der Unterseite ist unterschiedlich und variiert von einfarbig rötlichbraun mit undeutlichen, hellen Federspitzen bis zu einer deutlichen schwarzweißen Bänderung. Bei allen Arten sind die Schirmfedern und die Unterflügeldecken dunkelbraun oder schwarz mit einer weißen Fleckung oder Bänderung. Die Malaienralle weist ferner weiße Bänder und Flecken an den Schultern und den Oberflügeldecken auf.
Die vier Arten, die in Neuguinea endemisch sind, bildeten zeitweise die Gattung Rallicula. Es sind 18 bis 23 cm große Rallen, bei denen ein starker Sexualdimorphismus zwischen den Geschlechtern vorherrscht. Die Weibchen sind vom Mantel bis zum Bürzel und der Oberseite gefleckt. Die Männchen sind entweder unmarkiert (bei der Kastanienralle, der Nymphenralle und der Zyklopenralle) oder gestrichelt (bei der Strichelralle). Die anderen vier Arten sind mit 21 bis 34 m größer und zeigen mäßigen bis keinen Sexualdimorphismus.

## Lebensweise
Über die Lebensweise und das Fortpflanzungsverhalten einiger Arten ist nur wenig bekannt. Sechs Arten legen reinweiße Eier, die Eier der Strichelralle und der Zyklopenralle sind bisher unbeschrieben. Die Malaienralle und die Hinduralle, die beide auf dem asiatischen Festland vorkommen, sind in ihrem Verbreitungsgebiet sowohl Stand- als auch Zugvögel. Die Dreifarbenralle unternimmt teilweise Wanderungen im nordöstlichen Australien.

## Status
Die Hinduralle, die Malaienralle, die Dreifarbenralle, die Nymphenralle und die Kastanienralle gelten laut IUCN als ungefährdet (least concern). Die Andamanenralle und die Strichelralle stehen auf der Vorwarnliste (near threatened). Die Zyklopenralle aus Neuguinea ist die am wenigsten erforschte Form der Gattung und steht in der Kategorie unzureichende Datenlage (data deficient).

## Systematik
- Die Kastanienralle (Rallina rubra) kommt in drei Unterarten im Arfakgebirge im Westen Neuguineas, von den Weyland Mountains bis zu den Oranje Mountains in West-Zentral-Neuguinea und in Zentral-Neuguinea vor. Sie erreicht eine Länge von 18 bis 23 cm.
- Das Verbreitungsgebiet der Strichelralle (Rallina leucospila) reicht von Tamrau bis zu den Arfak und Wondiwoiberge (Wandammenberge) der Wandammenhalbinsel im nordwestlichen Neuguinea. Sie erreicht eine Länge von 20 bis 23 cm. Es existieren keine Unterarten.
- Die Nymphenralle (Rallina forbesi) kommt in vier Unterarten in Zentral-Neuguinea, im Nordosten Neuguineas und im Südosten Neuguineas vor. Sie erreicht eine Länge von 20 bis 25 cm.
- Die Zyklopenralle (Rallina mayri) kommt in zwei Unterarten in den Cyclops Mountains in West-Neuguinea sowie in den Torricelli und Bewani Mountains im Nordwesten Papua-Neuguineas vor. Sie erreicht eine Länge von 20 bis 23 cm.
- Das Verbreitungsgebiet der Dreifarbenralle (Rallina tricolor) erstreckt sich von New Guinea und den küstennahen Inseln, über den Bismarck-Archipel bis nach Nord- und Ost-Queensland (Australien); Nachweise soll es auch von den südlichen Molukken und den östlichen Kleinen Sundainseln geben. Sie erreicht eine Länge von 23 bis 30 cm. Es existieren keine Unterarten.
- Die Andamanenralle (Rallina canningi) kommt auf North Andaman Island und South Andaman Island in den Andamanen vor. Mit 34 cm ist sie die größte Art der Gattung. Es existieren keine Unterarten.
- Das Verbreitungsgebiet der Malaienralle (Rallina fasciata) erstreckt sich von Cachar im Nordosten Indiens über das südliche Myanmar östlich bis auf die Philippinen und südlich bis Sumatra und Flores. Nachweise gibt es ebenfalls von den Großen und Kleinen Sundainseln sowie von den Molukken. Sie erreicht eine Länge von 22 bis 25 cm. Es existieren keine Unterarten.
- Die Hinduralle (Rallina eurizonoides) kommt in sieben Unterarten in Pakistan, Indien, Sri Lanka, Sumatra, Myanmar, Vietnam, China, Thailand, Java, den Ryūkyū-Inseln, Taiwan, der Orchideeninsel, Philippinen, den Palau-Inseln, den Batan-Inseln, Sulawesi und den Sula-Inseln vor. Sie erreicht eine Länge von 21 bis 25 cm.

2011 wurde auf Groß Nikobar in den Nikobaren eine Rallenart entdeckt, die eine neue Art dieser Gattung repräsentieren könnte.